# Goodka
Goodka (ou DJ Goodka) — de son vrai nom Olivier Lemaire — est un disc jockey (DJ) français de style hip-hop né en 1968 à Cholet (Maine-et-Loire).
Son nom de scène, créé en 1984, vient d'une erreur d'interprétation de l'expression Good God scandée par James Brown ou Zapp, le DJ comprenant Goodka [sources manquantes].
En 1981, il découvre les musiques funk et rap dans des émissions de radio.
Influencé en 1984 par l'émission télévisé H.I.P. H.O.P., il débute à 16 ans en dansant le break dance sur un carton [sources manquantes] avec des musiques provenant d'un radiocassette.
Membre de la Universal Zulu Nation [sources manquantes], il est connu depuis 2000 pour avoir été le premier français à avoir mixé aux États-Unis [sources manquantes] pour une battle de breakdance filmée et commercialisée : Le Mighty 4 à San Francisco.
Par la suite, il mixe dans des évènements prestigieux : Battle of the Year France, Freestyle Session Suisse, Mighty 4 Pologne, Total Session France, Hip Hop Connection Italy, Summer Session France.
Grand collectionneur et chercheur de disques vinyles, il ouvre un disquaire indépendant (Goodka Records) à Grenoble en 2002,.
Il participe à la base de données internet discogs en y ajoutant des centaines de références.
Vers la fin 2009, il sort son 1er album (Groovology) avec DJ Moar.
Aujourd'hui[Quand ?], il se fait connaitre d'un public plus large en mixant des musiques dancefloor (soul, funk, house music) mais aussi de la musique brésilienne, de la musique latine et de l'afrobeat.

## Discographie
- 1999 : Two, Three Break Volume 1 (Cassette)[8] ;
- 2002 : Two, Three Break Volume 2 (Cassette)[9] ;
- 2002 : Music From Soundtrack Of Jungle Boogie (CD) ;
- 2004 : Two, Three Break Volume 3 (CD)[10] ;
- 2006 : Two, Three Break Volume 4 (CD) ;
- 2009 : Number One (Compilation)[11] ;
- 2009 : Groovology avec DJ Moar (LP)[12] ;
- 2010 : Latin Mood / Trip To 70's avec DJ Moar (Disque 45 tours)[13] ;
- 2010 : Peace / Reggae Mood avec DJ Moar (EP)[14] ;
- 2013 : Mexico avec DJ Moar (Compilation)[15].

## Principaux labels
- Supapeople ;
- Trad Vibe Records[16]